# Seznam nemških kemikov
Seznam nemških kemikov.

## A
- Richard Abegg (1869 – 1910)
- Franz Carl Achard (1753 – 1821)
- Gretel Adorno (r. Karplus) (1902 – 1993)
- Kurt Alder (1902 – 1958)  1950

## B
- Johann Friedrich Wilhelm Adolf von Baeyer (1835 – 1917)  1905
- Ernst Otto Beckmann (1853 – 1923)
- Friedrich Bergius (1884 – 1949)  1931
- René Bohn (1862 – 1922)
- Carl Bosch (1874 – 1940)  1931
- Rudolf Christian Böttger (1806 – 1881)
- Michael Braungart (1958 –)
- Hans Theodor Bucherer (1869 – 1949)
- Eduard Buchner (1860 – 1917)  1907
- Wilhelm Heinrich Sebastian Bucholz (1734 – 1798)
- Heinrich Ludwig Buff (1828 – 1872)
- Robert Wilhelm Bunsen (1811 – 1899)
- Adolf Butenandt (1903 – 1995)  1939

## C
- Georg Ludwig Carius (1829 – 1875)
- Heinrich Caro (1834 – 1910)
- Nikodem Caro (1871 – 1935)
- Rainer Ludwig Claisen (1851 – 1930)
- Klaus Clusius (1903 – 1963)
- Erich Correns (1896 – 1981)
- Paul Josef Crutzen (1933 – 2021) (nizozemsko-nemški meteorolog in atmosferski kemik)
- Theodor Curtius (1857 – 1928)

## D
- Johann Deisenhofer (1943 –)  1988
- Otto Diels (1876 – 1954)  1950
- Johann Wolfgang Döbereiner (1780 – 1849)
- Heinrich Dreser (1860 – 1924)
- Carl Duisberg (1861 – 1935)
- Friedrich Philipp Dulk (1788 – 1852)

## E
- John Eggert (1891 – 1973)
- Alexander Eibner (1862 – 1935)
- Manfred Eigen (1927 – 2019)  1967
- Alfred Einhorn (1856 – 1917)
- Karl Engler (1842–- 1925)
- Emil Erlenmeyer (1825 – 1909)
- Gerhard Ertl (1936 –)  2007

## F
- Hermann von Fehling (1812 – 1885)
- Ernst Otto Fischer (1918 – 2007)  1973
- Franz Joseph Emil Fischer (1877 – 1947)
- Hans Fischer (1881 – 1945)  1930
- Hermann Emil Fischer (1852 – 1919)  1902
- Karl Fischer (1901 – 1958)
- Wilhelm Rudolph Fittig (1835 – 1910)
- Adolph Frank (1834 – 1916)
- Carl Remigius Fresenius (1818 – 1897)
- Paul Friedländer (1857 – 1923)
- Johann Nepomuk von Fuchs (1774 – 1856)
- Helga Füredi-Milhofer (1930 – 2020) (nemško-hrvaška)

## G
- Friedrich Gaedcke (1828 – 1890)
- Heinz Gerischer (1919 – 1994) (elektrokemik)
- Johann Georg Anton Geuther (1833 – 1889)
- Friedrich Oskar Giesel (1852 – 1927)
- Ludwig Wilhelm Gilbert (1769 – 1824)
- Johann Rudolf Glauber (1604 – 1670)
- Leopold Gmelin (1788 – 1853)
- Oswald Helmuth Göhring (1889 – 1915)
- Hans Goldschmidt (1861 – 1923)
- Victor Goldschmidt (1888 – 1947) (švicarsko-nem.-norveški)
- Johann Friedrich August Göttling (1753 – 1809)
- Carl Graebe (1841 – 1927)
- Friedrich Albrecht Carl Gren (1760 – 1798)

## H
- Fritz Haber (1868 – 1934)  1918
- Otto Hahn (1879 – 1968)  1944
- Carl Harries (1866 – 1923)
- Robert Havemann (1910 – 1982)
- Sigismund Friedrich Hermbstädt (1760 – 1833)
- Gerhard Herzberg (1904 – 1999)  1971
- Georg Friedrich Hildebrandt (1764 – 1816)
- August Wilhelm von Hofmann (1818 – 1892)
- Fritz Hofmann (1866 – 1956)
- Karl Andreas Hofmann (1870 – 1940)
- Felix Hoppe-Seyler (1825 – 1895)
- Robert Huber (1937 –)  1988
- Hans Hübner (1837 – 1884)
- Erich Hückel (1896 – 1980)
- Friedrich Hermann Hund (1896 – 1997) (atomi, molekule)
- Erich Huzenlaub (1888 – 1964)

## I
- Clara Immerwahr (1870 – 1915)

## K
- Peter Karlson (1918 – 2001)
- Karl Wilhelm Gottlob Kastner (1783 – 1857)
- Friedrich August Kekulé (1829 – 1896)
- Martin Heinrich Klaproth (1743 – 1817)
- Hermann Klare (1909 – 2003)
- Franz Knoop (1875 – 1946)
- Ludwig Knorr (1859 – 1921)
- Friedrich Wilhelm Georg Kohlrausch (1840 – 1910) (fizikalni)
- Volkmar Kohlschütter (1874 – 1938)
- Hermann Kolbe (1818 – 1884)
- Hermann Franz Moritz Kopp (1817 – 1892)
- Richard Kuhn (1900 – 1967)  1938

## L
- Hans Heinrich Landolt (1831 – 1910) (švicarsko-nem.)
- Justus von Liebig (1803 – 1873)
- Raphael Eduard Liesegang (1869 – 1947)
- Heinrich Limpricht (1827 – 1909)
- Wilhelm Lossen (1838 – 1906)
- Carl Jacob Löwig (1803 – 1890)
- Georg Lunge (1839 – 1923)

## M
- Heinrich Gustav Magnus (1802 – 1870)
- Andreas Sigismund Marggraf (1709 – 1782)
- Adolf Mayer (1843 – 1942)
- Jakob Meisenheimer (1876 – 1934)
- Kurt Heinrich Meyer (1883 – 1952)
- Lothar Meyer (1830 – 1895)
- Viktor Meyer (1848 – 1897)
- Hartmut Michel (1948 –)  1988
- August Michaelis (1847 – 1916)
- Wilhelm von Miller (1848 – 1899)
- Eilhard Mitscherlich (1794 – 1863)
- Alwin Mittasch (1869 – 1953)
- Karl Friedrich Mohr (1806 – 1879)
- Ludwig Mond (1839 – 1909) (nem.-brit.)
- Hans Charles Freeman (1929 – 2008) (nem.-avstralski)

## N
- Walther Nernst (1864 – 1941)  1920
- Albert Niemann (1834 – 1861)
- Walter Noddack (1893 – 1960)
- Siegfried Nowak (1930 – 2013)

## O
- Wilhelm Ostwald (1853 – 1932)  1909
- Wolfgang Ostwald (1883 – 1943)

## P
- Max von Pettenkofer (1818 – 1901)
- Christian Heinrich Pfaff (1773 – 1852)
- Matthias Pier (1882 – 1965)

## R
- Carl Reichenbach (1788 – 1869)
- Hans-Ulrich Reissig (1949 –)
- Walter Reppe (1892 – 1969)
- Johann Wilhelm Ritter (1776 – 1810)
- Herbert W. Roesky (1935 –)
- Friedlieb Ferdinand Runge (1795 – 1867)

## S
- Otto Sackur (1880 – 1914)
- Joachim Sauer (1949)
- Carl Wilhelm Scheele (1742 – 1786)
- Hugo (Ugo) Schiff (1834 – 1915)
- Christian Friedrich Schönbein (1799 – 1868)
- Friedrich Otto Schott (1851 – 1935)
- Franz Wilhelm Schweigger-Seidel (1795 – 1838)
- Johann Schweigger (1779 – 1857)
- Peter Schwerdtfeger (1955 –) (nem.-novozelandski)
- Hermann August Seger (1839 – 1893)
- Franz von Soxhlet (1848 – 1926)
- Oskar Spengler (1880 – 1947)
- Georg Ernst Stahl (1659 – 1734)
- Hermann Staudinger (1881 – 1965)  1953
- Wilhelm Steinkopf (1879 – 1949)
- Alfred Stock (1876 – 1946)
- Julius Adolph Stöckhardt (1809 – 1886)
- Fritz Strassmann (1902 – 1980)
- Friedrich Stromeyer (1776 – 1835)
- Franciscus Sylvius (1614 – 1672)

## T
- Johannes Thiele (1865 – 1918)
- Moritz Traube (1826 – 1894)
- Johann Trommsdorff (1770 – 1837)
- Hans Tropsch (1889 – 1935)

## U
- Fritz Ullmann (1875 – 1939)

## V
- Jacob Volhard (1834 – 1910)

## W
- Heinrich Wilhelm Ferdinand Wackenroder (1798 – 1854)
- Paul Walden (1863 – 1957)
- Otto Wallach (1847 – 1931)  1910
- Christian Ehrenfried Weigel (1748 – 1831)
- Adolf Ferdinand Weinhold (1841 – 1917)
- Jens Weitkamp (1942, Paris – 2019)
- Chaim Weizmann (1874 – 1952)
- Heinrich Otto Wieland (1877 – 1957)  1927
- Richard Willstätter (1872 – 1942)  1915
- Adolf Otto Reinhold Windaus (1876 - 1959)  1928
- Clemens Alexander Winkler (1838 - 1904)
- Georg Wittig (1897 – 1987)  1979
- Friedrich Wöhler (1800 – 1882)

## Z
- Karl Ziegler (1898 – 1973)  1963
- Georg Zundel (1931 – 2007)